# フィリップスブルフ
フィリップスブルフ（Philipsburg）は、カリブ海のリーワード諸島にあるセント・マーチン島（シント・マールテン島）にある町で、島の南半部を占めるオランダ自治領シント・マールテンの首府である。

## 地理

### 位置
セント・マーチン島東南部、グレート・ベイに面した港町である。市街は南にあるグレート・ベイと、北側にあるグレート・ソルト・ポンド (nl:Zoutmeer van de Grote Baai) という潟湖を隔てる砂州の上に広がっている。
島の北部（フレンチ・サイド）サン・マルタンの中心地マリゴと比べるとやや静かな街であるが、市街を東西に貫く目抜き通り「フロント・ストリート」（Front Street）を中心として免税店などの店が立ち並ぶ、観光地的な町である。町並みはオランダ風でパステル調着色の家々が立ち並ぶ。
町の周辺には、2つの要塞の跡地がある。1631年にオランダ海軍により建設されたアムステルダム要塞 (Fort Amsterdam (Sint Maarten)) と、1801年にイギリスによって建設され1816年にオランダが引き継いたウィレム要塞である。
- 目抜き通りであるフロント・ストリート。
- バック・ストリート（Back Street）は、フロント・ストリートから1本北側を走る。

### 気候
| フィリップスブルフの気候  | フィリップスブルフの気候 | フィリップスブルフの気候 | フィリップスブルフの気候 | フィリップスブルフの気候 | フィリップスブルフの気候 | フィリップスブルフの気候 | フィリップスブルフの気候 | フィリップスブルフの気候 | フィリップスブルフの気候 | フィリップスブルフの気候 | フィリップスブルフの気候 | フィリップスブルフの気候 | フィリップスブルフの気候 |
| 月                        | 1月                      | 2月                      | 3月                      | 4月                      | 5月                      | 6月                      | 7月                      | 8月                      | 9月                      | 10月                     | 11月                     | 12月                     | 年                       |
| ------------------------- | ------------------------ | ------------------------ | ------------------------ | ------------------------ | ------------------------ | ------------------------ | ------------------------ | ------------------------ | ------------------------ | ------------------------ | ------------------------ | ------------------------ | ------------------------ |
| 最高気温記録 °C （°F）    | 31.1 (88)                | 35 (95)                  | 35 (95)                  | 31.1 (88)                | 34.4 (93.9)              | 37.8 (100)               | 36.7 (98.1)              | 38.3 (100.9)             | 32.8 (91)                | 34.4 (93.9)              | 38.9 (102)               | 36.7 (98.1)              | 38.9 (102)               |
| 平均最高気温 °C （°F）    | 27.8 (82)                | 27.2 (81)                | 27.8 (82)                | 28.3 (82.9)              | 28.9 (84)                | 30 (86)                  | 30 (86)                  | 30.6 (87.1)              | 30.6 (87.1)              | 30 (86)                  | 28.9 (84)                | 27.8 (82)                | 28.9 (84)                |
| 平均最低気温 °C （°F）    | 22.2 (72)                | 22.2 (72)                | 22.8 (73)                | 23.3 (73.9)              | 24.4 (75.9)              | 25 (77)                  | 25 (77)                  | 25 (77)                  | 25.6 (78.1)              | 25 (77)                  | 23.9 (75)                | 23.3 (73.9)              | 23.9 (75)                |
| 最低気温記録 °C （°F）    | 18.3 (64.9)              | 20 (68)                  | 5 (41)                   | 20.6 (69.1)              | 20 (68)                  | 20.6 (69.1)              | 20.6 (69.1)              | 20 (68)                  | 20.6 (69.1)              | 21.7 (71.1)              | 21.1 (70)                | 20.6 (69.1)              | 5 (41)                   |
| 降水量 mm （inch）        | 61 (2.4)                 | 43 (1.69)                | 43 (1.69)                | 66 (2.6)                 | 97 (3.82)                | 64 (2.52)                | 76 (2.99)                | 99 (3.9)                 | 132 (5.2)                | 109 (4.29)               | 130 (5.12)               | 86 (3.39)                | 1,006 (39.61)            |
| 出典：www.weatherbase.com |                          |                          |                          |                          |                          |                          |                          |                          |                          |                          |                          |                          |                          |

## 歴史
1793年、オランダ海軍に勤務していたスコットランド人のジョン・フィリップス（John Philips）大尉によりこの町は建設され、間もなく国際的な交易拠点として繁栄した。1793年に建てられた白塗り木造建築の裁判所は、シント・マールテンのシンボルとなっており、シント・マールテンの紋章にもデザインされている。
- 裁判所
- 裁判所の細部
- シント・マールテンの紋章

## 交通

### 港湾
フィリップスブルフは、港を中心に発達した町で、多くの客船や貨物船が港を利用する。
「セレブリティ・ソルスティス」「クラウン・プリンス」「ディズニー・マジック」「オアシス・オブ・ザ・シーズ」といったクルーズ客船もこの港を寄港地としている。
- 港に停泊するクルーズ船
- フィリップスブルフに寄港したセレブリティ・センチュリー号（2008年）
- コンテナ港で荷積みを行うコンテナ船。物流の上でも重要な港である。